# Forgès
Forgès é uma comuna francesa na região administrativa da Nova Aquitânia, no departamento de Corrèze. Estende-se por uma área de 10,43 km². Em 2010 a comuna tinha 282 habitantes (densidade: 27 hab./km²).